# Fernando Corena

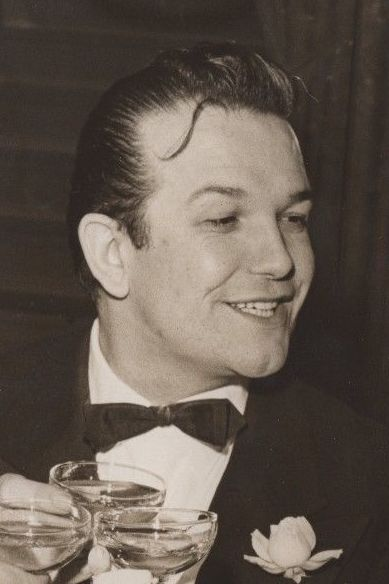
Corena, 1953

Fernando Corena (Genève, 22 décembre 1916 - Lugano, 26 novembre 1984) est un chanteur classique (basse) de nationalité suisse, particulièrement associé au répertoire bouffe.

## Biographie
Né d'un père grec ottoman et d'une mère italienne, il commence des études en théologie à l'Université de Fribourg, tout en chantant en amateur.
Remarqué par le chef d'orchestre Vittorio Gui, qui l'incite à étudier le chant, il se rend alors à Milan, où il devient l'élève de Enrico Romani.
Il rentre en Suisse et y passe les années de guerre (1939-45), où il se produit à la radio de Zurich. Il fait ses véritables débuts à Trieste en 1947, en Varlaam dans Boris Godunov, puis la même année à l'Opéra de Zurich, en Daland dans Der fliegende Holländer. Engagé par La Scala de Milan, il y débute en 1949, pour la création de l'opéra Il Cordovano de Goffredo Petrassi, il y crée aussi L'allegra brigate de Gian Francesco Malipiero en 1950.
Il est alors invité sur toutes les grandes scènes d'Italie, défendant d'abord les rôles classiques de basse, mais se tournant assez rapidement vers le répertoire bouffe, notamment dans les opéras de Mozart (L'Enlèvement au sérail, Le nozze di Figaro, Don Giovanni, Cosi fan tutte), de Rossini (L'italiana in Algeri, Il Barbiere di Siviglia, La Cenerentola), de Donizetti (L'elisir d'amore, La Fille du régiment, Don Pasquale), puis les rôles de compositions tels Melitone, Falstaff, Geronte, Sacristano, Gianni Schicchi, etc.
Il parait à Paris, Londres, Vienne, et est invité aux festivals de Aix-en-Provence, Salzbourg, Glyndebourne, Édimbourg. Il débute au Metropolitan Opera de New York en 1954, en Leporello, son rôle favori, où il se produira régulièrement jusqu'en 1978. Il chante aussi à Chicago, San Francisco, et Buenos Aires.
Avec une voix résonnante et un talent irrésistible pour la comédie, Corena s'est vite imposé comme l'un des grands chanteurs bouffes de sa génération.